# بيتر غيلب
بيتر غيلب (بالإنجليزية: Peter Gelb)‏ هو منتج أسطوانات وملحن أمريكي، ولد في 1953.

## وصلات خارجية
- بيتر غيلب على موقع IMDb (الإنجليزية)
- بيتر غيلب على موقع مونزينجر (الألمانية)
- بيتر غيلب على موقع قاعدة بيانات الفيلم (الإنجليزية)